# Xyris tasmanica
Xyris tasmanica là một loài thực vật hạt kín trong họ Hoàng đầu. Loài này được (D.I.Morris) Doust & B.J.Conn miêu tả khoa học đầu tiên năm 1997.